# أيه إم إكس إنترناشيونال
أي.إم.إكس إنترناشيونال (بالإنجليزية: AMX International AMX)‏ هي طائرة هجوم أرضي ودعم جوي ومهام استطلاع. بنتها أي.إم.إكس الدولية وهي مشروع مشترك إيطالي برازيلي، وعينت أي-1 من جانب سلاح الجو البرازيلي. أنتجت في 1986 بالبرازيل. من صناعة إمبراير. تستخدم بشكل أساسي من قبل القوة الجوية الإيطالية. كان أول طيران لها في 15 مايو 1984. دخلت الخدمة في 1989، ومازالت في الخدمة حتى الآن. صنع منها 200 طائرة.

## التطوير
خلال أوائل عام 1977، أصدرت القوات الجوية الإيطالية طلباً للحصول على 187 طائرة مقاتلة هجومية جديدة الصنع، والتي كانت ستحل محل طائرة إيريتاليا G.91 الحالية في مهام الدعم الجوي القريب والاستطلاع، بالإضافة إلى طائرة لوكهيد RF-104G Starfighter التي كانت تستخدم أيضاً في مهام الاستطلاع. بدلاً من التنافس على العقد، وافقت إيريتاليا (الآن ألينيا إيروناوتيكا) وأيرماتشي على تقديم عرض مشترك لهذا الطلب، حيث كانت الشركتان تفكران في تطوير فئة مماثلة من الطائرات لعدة سنوات. خلال أوائل السبعينيات، كانت إيرماتشي تعمل على دراسة تصميم طائرة هجوم أرضي خفيفة من هذا النوع تحت اسم MB-340. وفي أبريل 1978، بدأت أعمال التطوير في المشروع المشترك رسمياً.
خلال عام 1980، أعلنت الحكومة البرازيلية أنها تنوي المشاركة في البرنامج من أجل توفير طائرة بديلة لطائرة أرماتشي MB-326. في يوليو 1981، اتفقت الحكومتان الإيطالية والبرازيلية على المتطلبات المشتركة للطائرة، ودُعيت شركة إمبراير للانضمام إلى الشراكة الصناعية. كما تم إبرام اتفاق لتقسيم تصنيع AMX بين الشركاء؛ حيث قامت شركة إيريتاليا بتصنيع 46. 5% من المكونات (جسم الطائرة المركزي والمثبتات والدفات)، وأنتجت إيرماتشي 22.8% من المكونات (جسم الطائرة الأمامي ومخروط الذيل)، بينما قامت إمبراير بتصنيع 29.7% من العمل (الجناح ومداخل الهواء وأبراج التهوية وخزانات الإسقاط). لم يكن هناك ازدواجية في العمل، حيث تم بناء كل مكون من مكونات الطائرة من مصدر واحد فقط. كانت الاحتياجات المخططة 187 طائرة لإيطاليا و100 طائرة للبرازيل.
في المراحل المبكرة من التطوير، تمت دراسة مختلف محطات الطاقة وتكوينات المحركات المختلفة لتشغيل هذا الطراز؛ حيث تم النظر في كل من المحرك المزدوج والمحرك الأحادي. وقد تم استبعاد استخدام المحركات الأمريكية المصدر على الفور لتجنب أي قيود محتملة على مبيعات التصدير للطائرة ككل. ومن بين المحركات التي تم فحصها محرك Turbo-Union RB199 (كما هو مستخدم في طائرة Panavia Tornado الأكبر حجماً)، ومحرك Rolls-Royce Turbomeca Adour، ومحرك Rolls-Royce Viper، ومحرك Rolls-Royce Spey. وفي عام 1978، تم اختيار طراز Spey 807، الذي تضمن العديد من التحسينات الإضافية، لتشغيل الطائرة الجديدة.
كانت السمات الرئيسية التي قيل إنه تم التأكيد عليها في عملية تصميم الطائرة الجديدة هي سهولة الوصول إليها والقدرة على البقاء؛ حيث كان يجب أن تكون AMX قادرة على تحمل عطل واحد لأي نظام على متن الطائرة دون أي تدهور في الأداء. ولتحقيق ذلك، تم تكرار الأنظمة الرئيسية وحماية الأنظمة الحيوية؛ وتم النظر في استخدام دروع قمرة القيادة ولكن تم استبعادها في النهاية بسبب التكلفة التي ينطوي عليها ذلك اكتملت مرحلة التعريف التفصيلي للمشروع في مارس 1980.
وقد تم إنتاج ما مجموعه سبعة نماذج أولية قادرة على الطيران لبرنامج الاختبار، ثلاثة منها من قبل شركة Aeritalia، واثنان من قبل Aermacchi، واثنان من قبل Embraer، بالإضافة إلى نموذجين ثابتين. قام النموذج الأول، الذي تم تجميعه في إيطاليا، بأول رحلة طيران في 15 مايو 1984. وقد فُقدت هذه الطائرة الأولى في رحلتها الخامسة في حادث أدى إلى وفاة قائدها. وبصرف النظر عن هذه الخسارة المبكرة، فقد تقدمت الاختبارات بسلاسة ودون وقوع حوادث أخرى. قام النموذج الأولي الأول الذي تم تجميعه في البرازيل بأول رحلة له في 16 أكتوبر 1985. في 11 مايو 1988، قامت أول طائرة إنتاج بأول رحلة لها. بدأت عمليات تسليم طائرات الإنتاج إلى إيطاليا في عام 1988، وتم تسليم النماذج الأولى إلى القوات الجوية البرازيلية خلال العام التالي. في 14 مارس 1990، قام النموذج الأولي من AMX بمقعدين بأول رحلة جوية.

## التصميم
طائرة AMX هي طائرة أحادية السطح تقليدية أحادية الجناحين كتفية. وهي مصنوعة في المقام الأول من الألومنيوم ومصنعة باستخدام طرق البناء التقليدية، إلا أن عناصر مثل زعنفة الذيل والروافع تستخدم مواد مركبة من ألياف الكربون. بالنسبة لحجمها، فإن نسبة كبيرة من المساحة الداخلية لطائرة AMX مخصصة لإلكترونيات الطيران وأنظمة الكمبيوتر، حيث يتم حوسبة كل من أنظمة الملاحة والهجوم. ولسهولة الوصول إليها وصيانتها، يتم تركيب جميع إلكترونيات الطيران مباشرة في أسفل قمرة القيادة بطريقة يمكن العمل عليها على مستوى الأرض دون استخدام منصات دعم.
بالاعتماد على الخبرة المكتسبة من طائرة بانافيا تورنادو، تم تجهيز AMX بنظام هجين للتحكم في الطيران؛ حيث يتم استخدام نظام تحكم في الطيران بالسلك لتشغيل أسطح التحكم في الطيران مثل مثبط الرفع والدفة وسطح الذيل ذات الارتفاع المتغير، بينما يتم تشغيل الجنيحات والروافع عبر نظام هيدروليكي مزدوج مستقل. يتم توفير نظام الرجوع اليدوي للجنيحات والمصعد والدفة للسماح للطائرة بالتحليق حتى في حالة حدوث عطل هيدروليكي كامل؛ ويمكن أن يعمل أي من نظامي التحكم بشكل مستقل عن الآخر. تم تزويد الجناح بسدفة وقلابات في الحافة الخلفية وجناح فوق الجناح قبل القلابات. يمكن للجناحين أن يعملا كمكابح هوائية ولإبطال الرفع؛ مما يحسن أداء الإقلاع والهبوط بالإضافة إلى القدرة على المناورة أثناء الطيران.
يعمل محرك رولز-رويس سبي العنفي المروحي الواحد كمحطة طاقة لطائرة AMX. أثناء تطوير الطائرة، كان محرك Spey أثقل وأقل حداثة من بعض البدائل المتاحة، ولكنه كان يعتبر موثوقاً ورخيصاً نسبياً ومتحرراً من قيود التصدير التي قد يفرضها استخدام المحركات الأمريكية. كما أتاح محرك Spey استخدام تصميم مبسط ذو شفة دائرية. جسم الطائرة الخلفي قابل للفصل من أجل الوصول إلى المحرك. قامت اتحادات منفصلة في كل من البرازيل وإيطاليا بتصنيع محرك سبي لطائرة AMX. وعلى غير المعتاد بالنسبة لطائرة هجومية في تلك الحقبة، لم تُبذل أي محاولة لتطوير الطائرة لتطير بسرعات تفوق سرعة الصوت.
وتختلف الطائرات البرازيلية والإيطالية اختلافًا كبيرًا في إلكترونيات الطيران، حيث إن الطائرات الإيطالية مجهزة بأنظمة الناتو المختلفة التي تعتبر زائدة عن الحاجة في مسرح أمريكا الجنوبية. غالبًا ما تكون طائرات AMX في الخدمة البرازيلية مزودة بواحدة من ثلاث حزم استشعار مثبتة على منصات نقالة، تحتوي على كاميرات مختلفة رأسية ومائلة وأمامية لأداء دور الاستطلاع الجوي الثانوي للطائرة.  كما تم تجهيز رادار بسيط لتحديد المدى لأغراض الاستهداف، إلا أن الرادار المحدد يختلف أيضاً بين المشغلين. يستخدم نظام الطيران حاسوباً للتحكم في الطيران من طراز GE Avionics. كما تم تركيب تدابير إلكترونية مضادة واسعة النطاق لحماية الطائرة، وتشمل هوائي استقبال سلبي على ذيل الطائرة وجراب تشويش نشط يتم تركيبه عادةً على إحدى نقاط التعليق للطائرة.
يمكن تركيب ذخائر مختلفة على نقطة مركزية واحدة وأربع نقاط صلبة تحت الجناحين، بما في ذلك القنابل والقذائف والصواريخ؛ ويمكن حمل حمولات تصل إلى 2000 رطل على النقطة المركزية والأبراج الداخلية تحت الجناحين، بينما يمكن للأبراج الخارجية حمل ما يصل إلى 1000 رطل. جميع النقاط الصلبة الأربعة الموجودة أسفل الأجنحة مجهزة بخزانات وقود خارجية قابلة للإسقاط لتوسيع مدى الطائرة، كما أن الطائرات الإيطالية مزودة بمسبار ثابت للتزود بالوقود في الجو ويمكن حمل كبسولات الاستطلاع البصري خارجياً على نقطة مركز الطائرة. يتم توفير قضبان على أطراف الأجنحة للصواريخ جو-جو الموجهة بالأشعة تحت الحمراء مثل AIM-9 Sidewinder و MAA-1 Piranha.زودت الطائرات الإيطالية بمدفع دوار من طراز M61 Vulcan عيار 20 ملم على الجانب الأيسر من جسم الطائرة السفلي. رفضت الولايات المتحدة بيع M61 للبرازيل، وبالتالي فإن طائرات AMX مزودة بدلاً من ذلك بمدفعين من عيار 30 ملم من طراز DEFA 554.

## المستخدمون
- القوة الجوية الإيطالية
- القوات الجوية البرازيلية

## المواصفات
بيانات من كتاب جينز: كل طائرات العالم 1993-1994، القاذفات النفاثة.

### المواصفات الفنية
ModelAMX-A1
تاريخ الدخول في الخدمة عام 1989
الطاقم 1
الطول 13.23 m
عرض الأجنحة 8.87 m
الإرتفاع 4.55 m
الوزن فارغة 6730 kg
أقصى وظن لها محملة 13000 kg
المحرك 1 x Rolls-Royce Spey 807 turbofan

### الاداء
أعلى سرعة 1160 km/h
أقصى إرتفاع 13000 m
أقصى مدى طيران 3330 km

### التسليح
بنادق من طراز
1x 20-mm M61 Vulcan rotary cannon (Italian version);
2x 30-mm DEFA 544 cannon (Brazilian version)
الصواريخ
2x AIM-9 Sidewinder or 2 x MAA-1 Piranha, also air-to-ground missiles
القنابل
بحدود 3 قنابل وزن 800 كيلو جرام